# (38054) 1999 AG10
1999 AG10 (asteroide 38054) é um asteroide da cintura principal. Possui uma excentricidade de 0.23320030 e uma inclinação de 2.84946º.
Este asteroide foi descoberto no dia 14 de janeiro de 1999 por Korado Korlević em Visnjan.